# Dev-C++
Dev-C++ (também conhecido como Dev-Cpp) é um ambiente de desenvolvimento integrado livre que utiliza os compiladores do projeto GNU para compilar programas para o sistema operacional Microsoft Windows. Suporta as linguagens de programação C e C++, e possui toda a biblioteca ANSI C. A IDE é escrita em Delphi.